# 女子美术大学短期大学部
女子美术大学短期大学部（日语：／ Joshi Bijutsu Daigaku Tanki Daigakubu *），简称女子美短大，是一所位于日本东京都杉并区的私立短期大学。前身是女子美术短期大学（日语：／ Joshi Bijutsu Tanki Daigaku *）。

## 概要

### 简介
- 学校最早可以追溯到1900年即女子美术学校的创立。短期大学为于1950年开办[2]、由学校法人女子美术大学经营。

### 历史
- 1950年 女子美术大学短期大学部成立并同时设置服饰科。
- 1953年 造形专修成立于业余课程。
- 1957年 图工科成立。
- 1960年 学科部分改称。 
  - 服饰科→服饰美术科
  - 图工科→造型美术科
- 1962年 改校名为女子美术短期大学。
- 1963年 两个专攻成立于专科、以下列举。
  - 造型专攻
  - 服饰专攻
- 1963年 两个学科各自再改称、以下列举。 
  - 服饰美术科→服饰科[注 2]
  - 造形美术科→造型科
- 1993年 造型科分离为五个专攻、以下列举。
  - 绘画专攻[注 2]
  - 雕塑专攻[注 2]
  - 信息设计专攻[注 2]
  - 空间设计专攻[注 2]
  - 生活设计专攻[注 2]
- 2001年 再更名为女子美术大学短期大学部。造型科改称为造型学科[3]。
- 2003年 造型专修于业余课程更名为现代造型专修。
- 2007年 现代造型专修于业余课程更名为础造型专修[2]。

### 宪章
- 请参看女子美术大学短期大学部的标志（页面存档备份，存于） （日語） 2015年1月10日阅览。

## 学校环境
- 校区：在东京都杉并区

## 历任校长
- 横山胜树：现在短期大学校长[4]。

## 组织

### 学科
- 造型学科

### 前学科
| - 造型科 - 绘画专攻 - 雕塑专攻 - 信息设计专攻 - 生活设计专攻 - 空间设计专攻 - 服饰科 |

### 专科
| - 造型专攻 |

### 前专科
| - 服饰专攻 |

### 业余课程
| - 基础造型专修 |

## 知名校友

### 美术家
- 桑岛十和子（造形科卒业。美术监督）
- 松井冬子（日本画家、造型科卒业）
- 迫川尚子（写真家。造型科卒业）
- 菅沼三千子（木漆工艺家　业余课程卒业）
- 小松美羽（铜版画家　造型科卒业）

### 设计师
- 奥村心雪

### 插画家
- 龟井洋子
- 高井麻巳子：原小貓俱樂部歌手、随笔作家、插画家。有限公司秋元康事务所的监察役。

### 书法家
- 仓田芳琳（商业书道家）

### 漫画家
- 伊藤理佐（雕塑专攻）

### 演员
- 贺来千香子（造型科）
- 奥田惠梨华（造型科）
- 铃木砂羽（中途退学）
- 川幡由佳（造型科）
- 村上绫歌（造型科）

### 外
- 大御堂美唆：造型科卒业。室内装潢师。
- 岸红子：业余课程出身。

## 相关链接
- 日本短期大学列表